# دوار افقوين (أولاد ايوب بن يحيى)
دوار افقوين هو دُوَّار يقع بجماعة سيدي لحسن، إقليم تاوريرت، جهة الشرق في المملكة المغربية. ينتمي الدوّار لمشيخة أولاد أيوب بن يحيى التي تضم 5 دواوير. يقدر عدد سكانه بـ 865 نسمة حسب الإحصاء الرسمي للسكان والسكنى لسنة 2004.

## روابط خارجية
- البوابة الوطنية للجماعات الترابية نسخة محفوظة 12 مارس 2018 على موقع واي باك مشين.
- المندوبية السامية للتخطيط